# Coilia neglecta
Coilia neglecta is een straalvinnige vis uit de familie van de ansjovissen (Engraulidae) en behoort derhalve tot de orde van haringachtigen (Clupeiformes). De vis kan een lengte bereiken van 17 centimeter.

## Leefomgeving
De soort komt in zeewater en brak water voor in tropische delen van de Grote en Indische Oceaan.

## Relatie tot de mens
In de hengelsport wordt er weinig op de vis gejaagd.